# Onthophagus gunsalami
Onthophagus gunsalami là một loài bọ cánh cứng trong họ Bọ hung (Scarabaeidae).